# José Toribio de Larraín

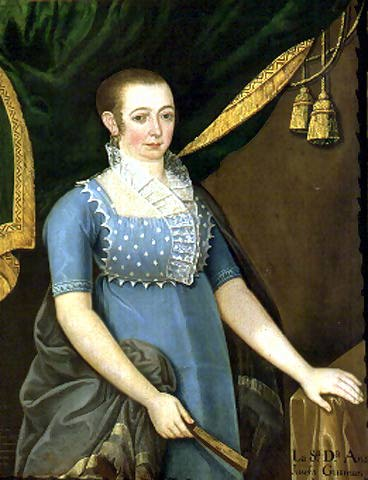
Ana Josefa de Guzmán y Lecaros, madre del I marqués de Larraín, en una pintura de José Gil de Castro.

José Toribio Ildefonso de Larraín y Guzmán, I marqués de Larraín (Santiago, Chile, 27 de abril de 1784 - 10 de febrero de 1829), fue un político, militar y noble chileno.

## Vida y familia

### Infancia y estudios
Su bisabuelo fue Santiago de Larraín y Vicuña, Caballero de la Orden de Santiago quien ejerció como Presidente de la Real Audiencia de Quito. 
Sus padres fueron Agustín de Larraín y Lecaros (1746-1784) y de Ana Josefa de Guzmán y Lecaros. Fue bautizado con un día de vida en la catedral de Santiago el 28 de abril de 1784, siendo sus padrinos el alférez real Diego Portales Irarrázaval y Agustina de Rojas y Gamboa.
Los estudios del marqués incluyeron el ser colegial del Real Convictorio Carolino de Nobles de Santiago de Chile (1799) y estudiante de filosofía en la Real Universidad de San Felipe, institución en la que es matriculado el 18 de abril de 1799.

### Matrimonio y descendencia
En 1811 contrajo matrimonio en secreto con María de los Dolores de Moxó y López Fuertes (Cervera, Cataluña, 1782) hija de José Antonio de Moxó y de Francolí, II barón de Juras Reales, Fiscal de la Real Audiencia, y de María Bárbara López Fuertes Piquer. El matrimonio produjo ocho hijos, siendo toda su descendencia conocida como la del marqués o marqueses, en contraste a la familia que viene de su tío bisabuelo Martín José de Larraín y Vicuña y su esposa María Antonia de Salas, llamada de los ochocientos o casa otomana, por ser numerosa. Además, José Toribio tuvo una hija ilegítima, a la que donó 2.269 pesos para que se educara como monja.

### Carrera

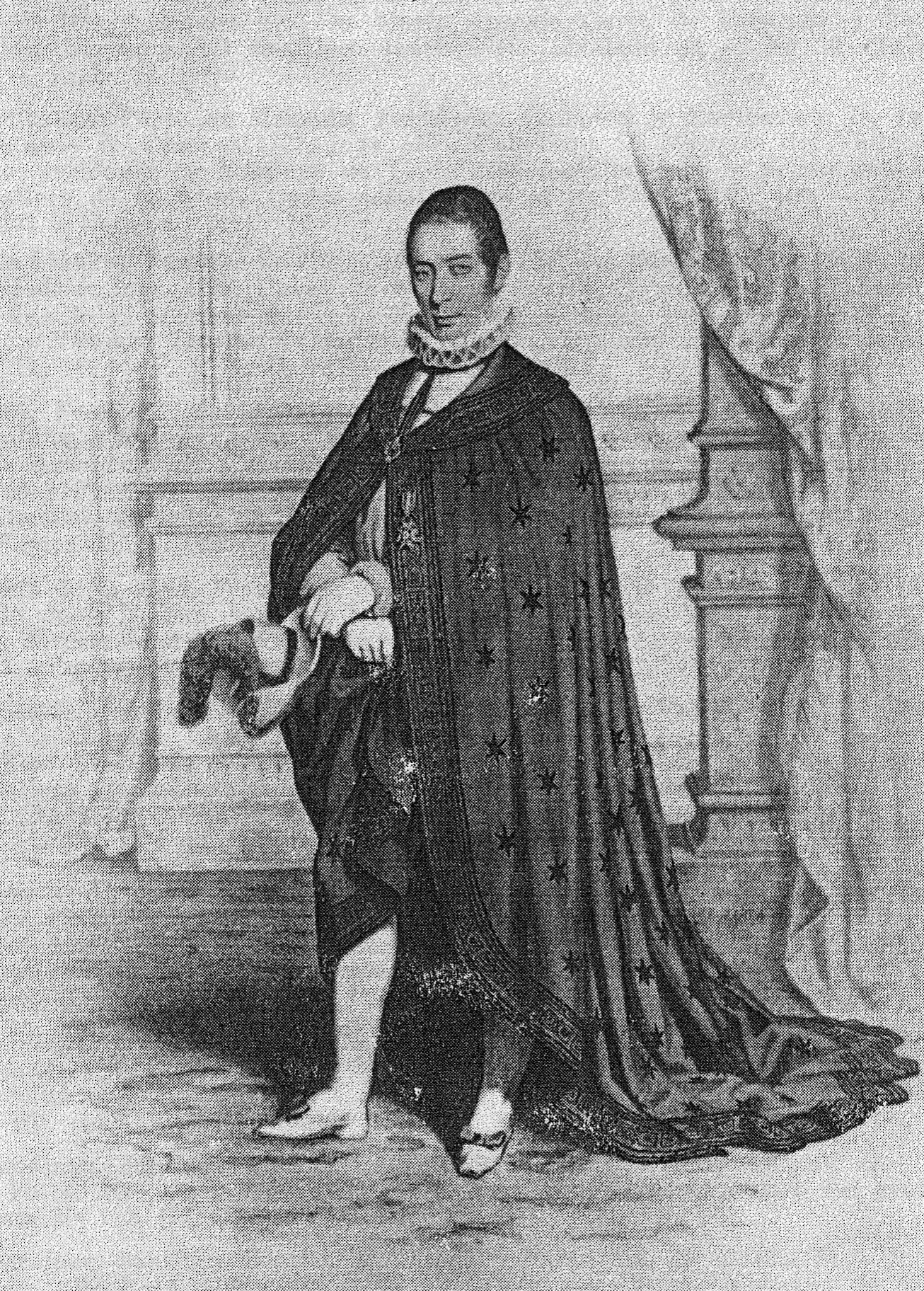
José Toribio de Larraín vistiendo el hábito de la Orden de Carlos III.

José Toribio ostentó los siguientes cargos, oficios y responsabilidades durante su vida:
- Patrono de la Beca Lecaros[3]
- Capitán de Milicias del Regimiento de Caballería de la Princesa (1801) y Coronel del mismo (1810)[3]
- Coronel del Regimiento del Infante Don Carlos (1811)[3]
- Coronel del Regimiento de Dragones de Sagunto (Rancagua) (1816)[3]
- Mayordomo del Hospital de San Francisco de Borja (1817)[3]
- Presidente de la Junta Superior de Sanidad (designado por Bernardo O'Higgins[6]) (1822)[3]
- Alcalde del Cabildo de Santiago (1823)[3]

Durante la Guerra de Independencia de Chile, el marqués apoyó al bando realista.

## Herencias y nobleza

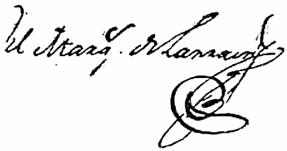
Autógrafo de José Toribio de Larraín y Guzmán como marqués de Larraín.

Los bienes raíces de mayor connotación en manos de José Toribio se encontraban unidos a través de dos mayorazgos de los que sería heredero, el de Larraín Vicuña y el de Lecaros Ovalle. Estas disposiciones legales ligaban distintas propiedades, sin poder traspasarse de una generación a otra de forma separada, concentrando así la fortuna de una familia en una sola persona.
A la muerte de su padre y con sólo meses de vida hereda el mayorazgo de Larraín Vicuña. Este vínculo, fundado por su bisabuelo Santiago de Larraín y Vicuña, unía originalmente tres propiedades: Una casa habitación en Santiago, ubicada en la vereda norte de la calle Huérfanos, esquina sur con calle Bandera. Y al mismo tiempo, la hacienda de Ñuñoa y la estancia de Cauquenes.
José Toribio hereda, además, el mayorazgo Lecaros Ovalle (también llamado Viluco), que fue fundado tras la donación hecha por José Matías Lecaros y Ovalle, quien lo mandó a crear, cura de la Capilla El Sagrario, anexa a la Catedral de Santiago, a su primo hermano Pedro de Lecaros y Berroeta, Alcalde de Santiago en 1736 y fundador de la Beca Lecaros, otro bisabuelo de José Toribio, favoreciendo a Larraín y Berroeta con mejor derecho. Sin poder constituir el mayorazgo, es un sobrino del sacerdote José Matías, Sebastián de Lecaros y Lecaros, quien termina los trámites legales para establecer el vínculo. Este segundo mayorazgo contenía, principalmente, la hacienda de Viluco, justo al sur del río Maipo y fue recibido por José Toribio de Larraín tras la muerte de su abuela María Josefa de Lecaros y Lecaros.
Con tres años de edad es creado, con el vizcondado previo de Santa Ana, Marqués de Larraín por el rey Carlos III de España, título solicitado inicialmente por su padre. También fue investido Caballero de la Orden de Carlos III en la Iglesia de San Agustín en Santiago el 1 de octubre de 1801.

## Posiciones personales
Fue defensor de la monarquía y apoyó a Fernando VII de España en el cabildo abierto celebrado en Santiago el 9 de febrero de 1817. Esta actitud provocó que fuera obligado a pagar una contribución de doce mil pesos durante el gobierno de Bernardo O'Higgins, lo que contrasta con que el mismo O'Higgins haya nombrado a José Toribio, en 1822, presidente de la Junta Superior de Sanidad.
Emprendió la disolución de sus mayorazgos, lo que no pudo lograr. En ese contexto, en Santiago, el 15 de enero de 1827, firma junto a otros mayorazgos chilenos un documento bajo el título de Los actuales poseedores de mayorazgos de Chile apoyan la justicia con que la Representación Nacional ha decretado su reducción al valor primitivo en que se fundaron y contradicen a los que sostienen las vinculaciones.
A su muerte en Santiago el 10 de febrero de 1829, su fortuna estaba avaluada en 987.203 pesos.